# Adachitoka
Adachitoka (jap. あだちとか) ist ein weibliches Mangaka-Duo, bestehend aus Adachi und Tokashiki. Adachi ist dabei mehr für das Charakterdesign und Tokashiki für die Hintergründe zuständig.
Die erste Veröffentlichung des Duos ist der Manga Alive von Autor Tadashi Kawashima, der von Adachitoka gezeichnet wurde. Eine geplante Umsetzung als Anime scheiterte 2010 an einer Krise des Studio Gonzo. Die seit 2010 laufende Fantasy-Manga-Reihe Noragami, die das Duo allein verantwortet, wurde international erfolgreich und ab 2014 auch mehrfach als Anime adaptiert.

## Werke
- Alive, 2003–2010
- Noragami, seit 2010
- Noragami Shūishū, 2013